# Angelo Hesnard
Cet article possède un paronyme, voir Esnard.
 (juin 2012).
Si vous disposez d'ouvrages ou d'articles de référence ou si vous connaissez des sites web de qualité traitant du thème abordé ici, merci de compléter l'article en donnant les références utiles à sa vérifiabilité et en les liant à la section « Notes et références ».
Angelo Louis Marie Hesnard (ou Ange Louis Marie Hesnard), né le 22 mai 1886 à Pontivy et mort à Rochefort le 17 avril 1969, est un psychiatre et psychanalyste français. Il a fait partie du premier groupe de psychanalystes qui fondèrent en 1926 la Société psychanalytique de Paris. Il est une importante figure de la sexologie française à partir des années 1930.

## Biographie
De 1905 à 1943 il est médecin de la Marine. En 1905 Angelo Hesnard entre à l'École du service de santé des armées de Bordeaux alors dirigée par un neurologue ancien élève de Jean-Martin Charcot, Albert Pitres. Emmanuel Régis créateur de la neuropsychiatrie militaire de la Marine dans les années 1910 exerce une grande influence sur Hesnard, qui lui dédie, en 1909, sa thèse intitulée Les Troubles de la personnalité dans les états d’asthénie psychique. Après sa formation à Bordeaux, Hesnard poursuit son cursus à l’école d'application à Toulon.
Il revient à Bordeaux en 1912 où il est assistant d'Emmanuel Régis en clinique psychiatrique à l'université de Bordeaux.
Il exerce des responsabilités sur les croiseurs cuirassés Amiral Charner et Jules Michelet, puis à la première Escadre. Pendant la guerre de 1914-1918, il exerce sur de nombreux navires hôpitaux, crée le service de neuropsychiatrie de Rochefort et est affecté à Bizerte, où il est confronté aux blessés du front de Salonique. 
Il dirige ensuite  à Toulon le centre d'étude psychotechnique. Promu au grade de médecin-général de la Marine, sa dernière affectation est en Algérie en tant qu'inspecteur général du service de santé de la marine en Afrique.Il donne des cours à l'École de santé navale.
Pendant la seconde guerre mondiale, Hesnard est affecté au camp retranché de Bizerte puis il retourne à Toulon où il pratique la psychanalyse en libéral.
En mai 1944 il est cité comme témoin à la défense lors du procès de l'amiral Edmond Derrien. Il est nommé chevalier de la Légion d'honneur en 1919 puis promu officier de la Légion d'honneur en 1928.

## Psychanalyse
Hesnard découvre les travaux de Sigmund Freud grâce aux traductions de son frère Oswald, attaché militaire à Berlin. Le Pr Régis lui demande d'étudier les théories freudiennes.
En 1912, Hesnard écrit à Freud pour s'excuser du mépris dans lequel la France tient ses théories. Il s'engage à écrire un article dans L'Encéphale la revue psychiatrique de l'époque. L'article cosigné par Régis et intitulé La doctrine de Freud et de son école est publié en trois livraisons, les 10 avril, 10 mai et 10 juin 1913, accompagné d'un index bibliographique des articles écrits en allemand et en français par Freud.
En 1914 Hesnard publie, toujours avec Régis, La Psychanalyse des Névroses et des Psychoses, l'un des premiers manuels français de psychanalyse. L'ouvrage qui montre l'incompréhension des théories freudienne par les deux auteurs fut accueilli plutôt fraîchement par Freud et critiqué de façon très sévère dans un article de Sándor Ferenczi : La psychoanalyse vue par l'école psychiatrique de Bordeaux. Otto Rank avait été en contact avec Hesnard et Régis lors de la rédaction de cet ouvrage.
Il tient ensuite deux conférences (13 mars et 17 avril 1917 à l'hôpital Saint-André, qui pubiées ultérieurement sous le titre « La Théorie sexuelle des psycho-névroses, psycho-analyse de Freud », dans lesquelles il définit la théorie freudienne comme un « psycho-dynamisme ».
En 1923, il participe à des débats sur la psychanalyse avec Eugène Minkowski au sein de la Société de psychiatrie de Paris.
En 1925 il est codirecteur, avec René Laforgue, de L’Évolution psychiatrique. Il est très probablement l'auteur de l'article anonyme paru dans le premier numéro : Aperçu historique du mouvement psychanalytique en France.
Le 4 novembre 1926, il est cofondateur de  la Société psychanalytique de Paris. En 1950, il préside la section psychanalyse psychothérapie, et médecine psychosomatique du congrès mondial de psychiatrie à Paris. Il est président de la Société française de psychanalyse de 1959 à 1960.

## Itinéraire intellectuel
Daniel Lagache a dit de lui qu'il « était un grand nom : un psychanalyste et un penseur, l'auteur d'une œuvre exceptionnelle par son abondance et sa qualité personnelle »

## Publications

### Ouvrages et articles
- Les Troubles de la personnalité dans les états d'asthénie psychique, Paris, 1909.
- La neuropsychiatrie dans la Marine, Archives de médecine navale, 1910 [11]
- (coll. avec Emmanuel Régis)Les troubles de la personnalité dans les états d'asthénie psychique, 1909.
- (coll. avec Emmanuel Régis) La psychoanalyse des névroses et des psychoses, ses applications médicales et extra-médicales, éd. Alcan, Paris, 1914 (réédition en 1922 ; édition remaniée en 1929; de nombreuses critiques adressées à Freud sont éliminées)
- Avec Régis signe un texte dans Jules de La Vaissière, Psychologie pédagogique : l'enfant, l'adolescent, le jeune homme (3e édition), 1916
- La Neuropsychiatrie ethnique, Revue de neurologie, 1917
- avec Antoine Porot, Expertise mentale militaire, Paris,Masson, 1918
- avec Antoine Porot, Psychiatrie de guerre, 1919
- L'inconscient, éd. Doin, Paris, 1923

- avec René Laforgue :
  - Aperçu de l'historique du mouvement psychanalytique en France (1925)
  - À propos de l'aperçu de l'historique du mouvement psychanalytique en France (1927), rééd.: in l'Evolution psychiatrique, 2007, Volume 72 no 4  (ISSN 0014-3855)
  - Les processus d'auto-punition en psychologie des névroses et des psychoses, en psychologie criminelle et en pathologie générale : rapport présenté à la 5e réunion des psychanalystes de langue française,  1931, Denoel et Steele 83 pp. réédition L'Harmattan, 2001,  (ISBN 2-7475-1256-8)
- Les psychoses et les frontières de la folie, Paris, Flammarion, Bibliothèque de philosophie scientifique,  1924
- L'hygiène mentale dans la marine Française, Archives de médecine et pharmacie navales, 1925 [12]
- La relativité de la conscience de soi ,Paris, Alcan, 1924
- Premières notions de psychiatrie à l'usage des médecins praticiens, des étudiants en médecine, des médecins militaires, des psychologues et des magistrats, Maloine, 1925
- Les phobies et la névrose phobique , 1926
- La vie et la mort des instincts, 1926
- L'individu et le sexe, 1927
- Les grands syndromes névropathiques, 1927
- La psychanalyse, 1928
- Psychologie homosexuelle, 1929
- Culture psychanalytique et clientèle psychiatrique courante, 1930
- Traité de sexologie normale et pathologique, Paris, Payot, 1933
- Responsabilité atténuée et justice militaire, Revue Maritime, juin, 1939,
- Freud et la société d'après guerre, Ed. du Mont-Blanc, Genève- Annemasse, 1946
- L'Univers morbide de la faute, 1949
- Morale sans péché,P.U.F., 1954
- Psychanalyse du lien inter-humain, 1957
- La Sexologie normale et pathologique, 1959
- Œuvre de Freud et son importance pour le monde moderne, 1960 (préface de Merleau-Ponty [13]).
- Les phobies et la névrose phobique, 1961
- Psychologie du crime, Payot, 1963
- De Freud à Lacan, 1969 publication posthume
- Psychologie du crime : au-delà de l'infrastructure biologique, sociale et psychiatrique du crime : connaissance concrète de l'homme criminel en situation : conception compréhensive du crime, clinique élargie, psychanalytique, phénoménologie, vers une anthropologie criminelle

### Édition critique
- Études de psychologie sexuelle d'Havelock Ellis

### Préfaces
- Julius Evola, Métaphysique du sexe
- Pierre Lossowski, Œuvres complètes du marquis de Sade

### Conférences, comptes-rendus de Congrès
- A Hesnard, in, Pierre Combemale, Comptes rendus, Congrès des médecins aliénistes et neurologistes de France et des Pays de Langue Française, XLIIè session Alger, 6-11 avril 1938, Masson et Cie Éditeurs. Page 183 on relève par exemple :"on ne peut manquer d'être frappé de l'extraordinaire impulsivité des Sénégalais transplantés, qui, normalement plastiques à la discipline militaire, candidement dévoués et enfantinement attachés au chef ou au médecin, sont capables, à la moindre imprégnation infectieuse ou à la plus faible réaction anxieuse de transplantation, d'actes soudains et brutaux d'homicide à l'égard des blancs qui les soignent".
- Compte-rendu de la 44e session de l'Association française pour l'avancement des sciences, Strasbourg 1920.(Hesnard:  Une maladie de l'attention intérieure. La dépersonnalisation)
- Au Congrès de psychiatrie et de neurologie de langue française (Tours 8 au 13 juin 1959) son intervention s'intitule L’apport de la phénoménologie à la psychiatrie contemporaine.

### Études
- Sándor Ferenczi : La psychoanalyse vue par l'école psychiatrique de Bordeaux in Psychanalyse II, Payot, Paris, 1974
- Élisabeth Roudinesco : La bataille de cent ans, histoire de la psychanalyse en France vol. I, Ramsay, Paris, 1982
- Alain de Mijolla : sous la direction : Dictionnaire international de la psychanalyse: (2 volumes coffret) ', Éd.: Fayard/Pluriel; édition revue et augmentée, 2013, Coll.: Grand Pluriel,  (ISBN 2818503396)
- Alain de Mijolla, Freud et la France, 1885-1945, Presses Universitaires de France, 2010  (ISBN 2-13-054515-7)
- Marcel Turbiaux : Un psychiatre - psychanalyste à l'ombre des épées. I. Angelo Hesnard (1886-1969), médecin de la Marine, neuro-psychiatre, psychologue, hygiéniste, Bulletin de psychologie, t 62(6) 504, nov.-déc. 2009
- Bloch (G.A.).— Angelo Hesnard, Bulletin de psychologie, Tome 23 (4–5), N°281, 1970, p. 320-321.
- Jacques Hochmann : Une histoire de l'Empathie, Editeur : Jacob, 2012,  (ISBN 2738127924)